# Spoorlijn Gouda - Alphen aan den Rijn
De spoorlijn Gouda - Alphen aan den Rijn is door de Staat der Nederlanden aangelegd. De aanleg van het 17 kilometer lange tracé was al in 1926 begonnen, maar pas op 7 oktober 1934 werd de spoorlijn die Gouda met Alphen aan den Rijn verbindt geopend.
Het is een hoofdspoorweg die niet tot het hoofdrailnet behoort. Er is een concessie verleend aan de Nederlandse Spoorwegen (NS) die loopt van 2016 t/m 2031.

## Geschiedenis
Voor de opkomst van de autobus en vrachtwagen werden er nog volop plannen gemaakt voor nieuwe spoorlijnen die het spoorwegnet konden aanvullen. De spoorlijnen werden zowel door de staat als door particuliere spoorwegmaatschappijen aangelegd. Door de tijdelijk materieelschaarste tijdens Eerste Wereldoorlog was de aanleg van een aantal lijnen enkele jaren vertraagd. Na de oorlog werd weer begonnen met de aanleg van verschillende spoorlijnen. De spoorlijn tussen Gouda en Alphen was in die periode nog in ontwikkeling. De lijn was vooral nodig voor het vervoer van hout vanuit Boskoop. De overheid zou zorgen voor de aanleg en de Nederlandse Spoorwegen (NS) zorgden voor de exploitatie van de lijn. In 1926 werd begonnen met de aanleg van het tracé. Door de slechte bodemgesteldheid, onvoorziene kosten en de teruglopende vraag naar spoorwegvervoer werd de aanleg van de spoorlijn een aantal keer stilgelegd. In 1932 werd besloten de lijn alsnog af te bouwen. Voor de exploitatie werden speciale motorrijtuigen aangeschaft. In 1934 kon de enkelsporige spoorlijn geopend worden. Datzelfde jaar werd begonnen met het beëindigen van de treindienst op verschillende vergelijkbare lokaallijnen.
Hoewel een groot aantal soortgelijke spoorlijnen in de loop van de jaren 30 wordt gesloten, bleef de spoorlijn Gouda - Alphen aan den Rijn ook na de Tweede Wereldoorlog in gebruik. In 1956 werd de lijn zelfs geëlektrificeerd. Tot 1997 reden de treinen bij Gouda tot over de Gouwe op hetzelfde tracé als de treinen naar Den Haag en Rotterdam. Vanwege het toenemende treinverkeer werden in 1997 de overige sporen verdubbeld: twee voor de lijn naar Den Haag én twee voor de lijn naar Rotterdam. Hiervoor werd een nieuwe viersporige brug over de Gouwe aangelegd. De oude, 200 meter noordelijker gelegen, driesporige brug werd voor gebruik door de trein naar Alphen vervangen door een nieuw eensporig exemplaar op bijna dezelfde plek.

### Rijngouwelijn
Vanaf de jaren 1990 tot 2012 bestonden er vergevorderde plannen om een lightrailverbinding van Gouda via Alphen aan den Rijn en Leiden naar de kust (Katwijk - Noordwijk) aan te leggen, de zogeheten RijnGouwelijn. Deze lijn zou dan met zogeheten tramtrein-voertuigen, een tussenvorm tussen tram en trein, bereden worden. Het plan voorzag in lokale spoorverdubbeling, en de bouw van twee nieuwe stations: Waddinxveen Triangel en Boskoop Snijdelwijk. Ter voorbereiding op de RijnGouwelijn is van maart 2003 tot december 2009 op het traject een proef uitgevoerd met lightrail-materieel. De dienstregeling op het traject werd hierbij grotendeels uitgevoerd met A32-trams van Bombardier. De proef is in december 2009 beëindigd; vanaf dat moment reden er weer sprinters. Na een versobering tot een verbeterde treindienst tussen Gouda en Leiden in 2011, werd het volledige plan in 2012 definitief geschrapt.

### R-net
Met het schrappen van de RijnGouwelijn ontstond de behoefte voor een vernieuwd plan voor de lijn Gouda - Alphen aan den Rijn. In 2012 presenteerde de provincie Zuid-Holland een uitgekleed plan voor de spoorlijn in het kader van het HOV-net Zuid-Holland Noord. De lijn zou in de spitsuren een kwartiersdienst krijgen en de eerder geplande nieuwe haltes in Boskoop en Waddinxveen zouden alsnog gerealiseerd worden. Na aanbesteding verkreeg NS Reizigers, samen met zijn dochtermaatschappij Abellio Rail NRW, het contract voor de periode 2016-2031. Uit deze aanbesteding kwam een verdere frequentieverhoging met een kwartiersdienst op doordeweekse dagen tussen 6:00 en 19:00. 
Sinds 11 december 2016 rijden de treinen onder de vlag van R-net met type treinstel NS R-net FLIRT.
In 2017 en 2018 heeft ProRail flinke verbeteringen doorgevoerd op het traject Alphen aan den Rijn – Gouda om reizigers meer comfort en reisgemak te bieden. Zo rijden er nieuwe treinen, is de frequentie verhoogd van twee naar vier treinen per uur per richting en zijn er twee nieuwe stations verrezen (Boskoop Snijdelwijk en Waddinxveen Triangel).
In de zomer van 2019 pakte ProRail ook de oudere stations op deze lijn aan. De stations Alphen aan den Rijn, Boskoop, Waddinxveen Noord en Waddinxveen kregen onder andere nieuw perronmeubilair, energiezuinige ledverlichting en een vebeterde omroep. Bovendien werd de huisstijl van R-net ingevoerd. Ook werd groot onderhoud uitgevoerd aan de perronconstructies en werd de hoogte van de perrons aangepast voor een gelijkvloerse instap. De stations werden hierdoor voor iedereen toegankelijk, ook voor mensen met een functiebeperking. Op Waddinxveen Noord zorgde de gemeente voor een grondige herinrichting van het voorplein. Door de ontwerpen op elkaar af te stemmen ontstond hier een veiliger en toegankelijker station met een duidelijke hoofdingang.
Tijdens de renovatiewerkzaamheden heeft ProRail de resterende houten bielzen op de lijn vervangen door betonnen exemplaren.

## Stations en gebouwen

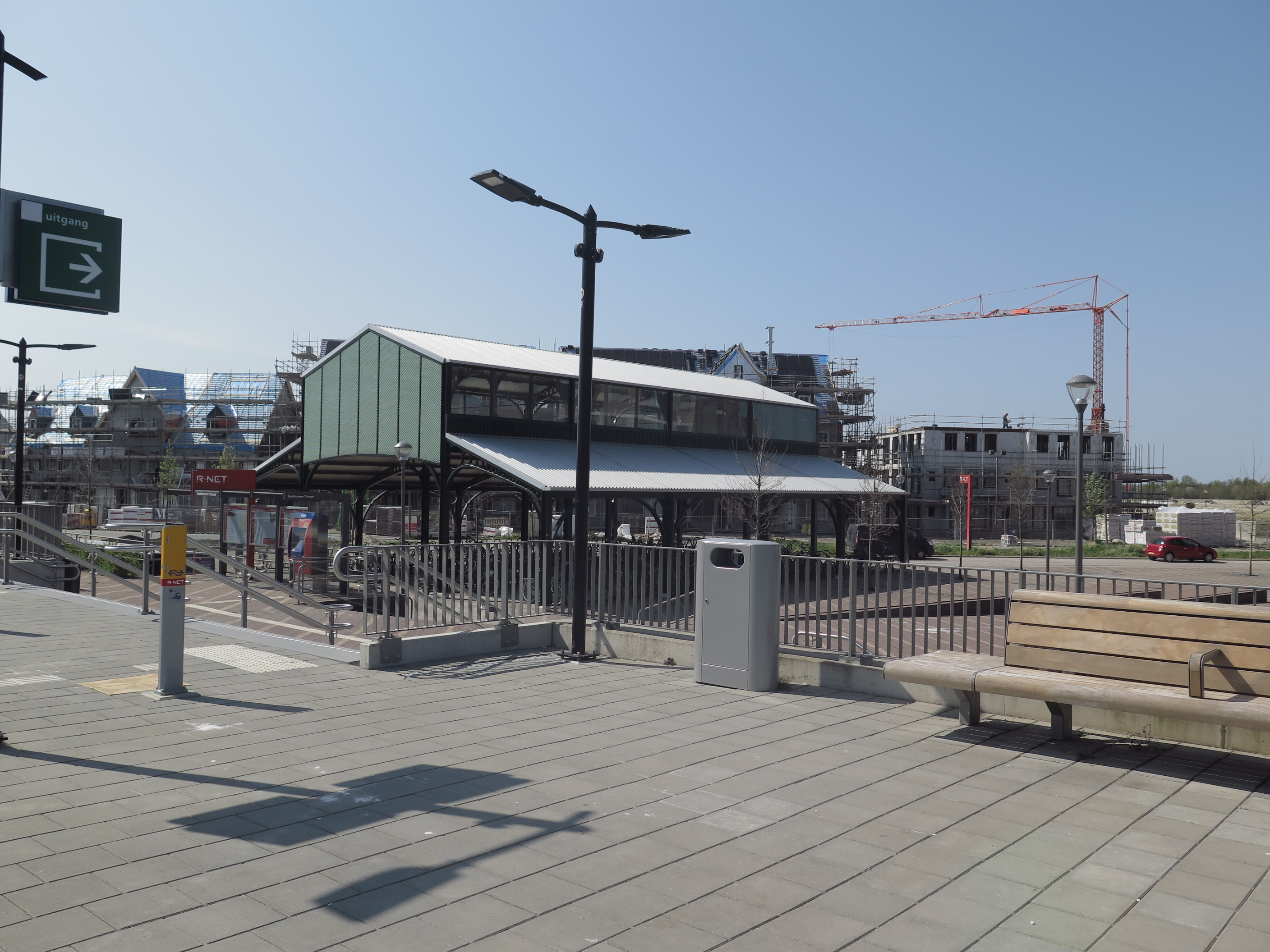
Het nieuwe station Waddinxveen Triangel

Bij de aanleg van de spoorlijn werden twee stations gebouwd, Boskoop en Waddinxveen, waar strakke stationsgebouwen verrezen. Beide stations kregen een eilandperron met kruisingsmogelijkheid en een klein emplacement. In 1973 werd het nieuwe station Waddinxveen Noord geopend. Het station werd slechts voorzien van een abri.
In het kader van de exploitatie met trams werden de perrons langs de lijn in 2002 verlengd met een laag perron. Twee jaar later werd het stationsgebouw van Waddinxveen gesloopt. Na het schrappen van de tramplannen werden vanaf 2012 de lage perrons verwijderd. 
Op 10 december 2017 werd het station Boskoop Snijdelwijk geopend; op 12 februari 2018 gebeurde dit met station Waddinxveen Triangel. Ook deze stations werden slechts voorzien van een abri.

## Dienstregeling
De treindienst op de spoorlijn Gouda - Alphen aan den Rijn werd in eerste instantie uitgevoerd met motorrijtuigen. In de beginjaren reden er tussen beide plaatsen 10-15 treinen per dag. Na enkele jaren werd de frequentie verhoogd tot een uurdienst en reed een aantal treinen door naar Leiden. Met de elektrificatie van de spoorlijn Woerden - Leiden in 1950 kwam er een einde aan de doorgaande treinen. De treinen op de lijn bleven voornamelijk een uurdienst rijden, in de spits aangevuld met enkele spitsstoptreinen.
Vanaf 1970 gingen de treinen in een halfuursdienst rijden en vanaf 1985 reden er in de spits weer enkele doorgaande treinen tussen Gouda en Leiden. Na enkele jaren werd het aantal doorgaande spitstreinen verhoogd. De spitstreinen reden voortaan apart van de reguliere stoptreinen waardoor er tussen Gouda en Alphen aan den Rijn vier treinen per uur reden. Tussen 2002 en 2009 werden de reguliere stoptreinen voornamelijk gereden met de A32-trams van de HTM, daarna werden er op de verbinding weer reguliere NS-treinen ingezet.
Met het beëindigen van de Lightrail-proef in december 2009 ontstond er een halfuursdienst tussen Gouda en Alphen aan den Rijn. In de daluren werd er in Alphen aangesloten op de treinen van/naar Leiden, in de spitsuren werd er doorgereden naar Leiden, waarbij de treintijden een kwartier opschoven. Deze situatie bleef in stand tot december 2016, tot de nieuwe concessie van NS inging. Sindsdien is er doordeweeks tussen 6:00 en 19:00 een kwartiersdienst, met behoud van de halfuursdienst met aansluiting van/naar Leiden in de overige uren. De doorgaande treinen naar Leiden zijn komen te vervallen.